# Mica Paris
Mica Paris, MBE eigentlich Michelle Antoinette Wallen, (* 27. April 1969 in South London) ist eine britische Soul- und R&B-Sängerin.

## Biografie
Ihre Karriere als Sängerin begann im Alter von 17 Jahren mit einem Vertrag bei dem Label Island Records. Im Jahr 1988 veröffentlichte sie ihr erstes Album So Good, aus dem das Stück My One Temptation Platz 7 in den britischen Charts erreichte. Am 26. Juli 1988 trat Mica Paris bei einer Aftershow von Prince im Camden Palace in London als musikalischer Gast auf. Im Jahr darauf veröffentlichte sie im Duett mit Will Downing eine Coverversion von Where Is the Love?, das im Original von Roberta Flack und Donny Hathaway aus dem Jahr 1972 stammt.
Mica Paris arbeitete in den Folgejahren unter anderem mit Prince, James Morrison, Jools Holland und David Gilmour zusammen. Sie veröffentlichte eine Reihe weiterer Alben und trat als Schauspielerin sowie als Rundfunk- und Fernsehmoderatorin in Erscheinung. Im Jahr 2008 erhielt sie bei den Urban Music Awards in London den Outstanding Achievement Award. Sie sang bei den Feierlichkeiten zum 90. Geburtstag des Duke of Edinburgh.

## Diskografie

### Alben
| Jahr | Titel            | Höchstplatzierung, Gesamtwochen, AuszeichnungChartplatzierungen (Jahr, Titel, Platzierungen, Wochen, Auszeichnungen, Anmerkungen) | Höchstplatzierung, Gesamtwochen, AuszeichnungChartplatzierungen (Jahr, Titel, Platzierungen, Wochen, Auszeichnungen, Anmerkungen) | Höchstplatzierung, Gesamtwochen, AuszeichnungChartplatzierungen (Jahr, Titel, Platzierungen, Wochen, Auszeichnungen, Anmerkungen) | Höchstplatzierung, Gesamtwochen, AuszeichnungChartplatzierungen (Jahr, Titel, Platzierungen, Wochen, Auszeichnungen, Anmerkungen) | Anmerkungen                                                                               |
| Jahr | Titel            | DE | UK | US | R&B | Anmerkungen                                                                               |
| ---- | ---------------- | --- | --- | --- | --- | ----------------------------------------------------------------------------------------- |
| 1988 | So Good          | — | UK6 Platin · (32 Wo.)UK | US86 (23 Wo.)US | R&B29 (24 Wo.)R&B | Erstveröffentlichung: August 1988 Produzenten: L’Equipe (aka Miles Waters und Peter Vale) |
| 1990 | Contribution     | — | UK26 Silber · (3 Wo.)UK | — | R&B58 (15 Wo.)R&B | Erstveröffentlichung: Oktober 1990 Produzenten: Andres Levin, Camus Celli                 |
| 1993 | Whisper a Prayer | — | UK20 (4 Wo.)UK | — | R&B99 (1 Wo.)R&B | Erstveröffentlichung: Juni 1993 Produzenten: Narada Michael Walden, Rod Temperton         |
| 1998 | Black Angel      | — | UK59 (1 Wo.)UK | — | — | Erstveröffentlichung: August 1998 Executive Producer: Mica Paris                          |
| 2020 | Gospel           | — | UK43 (1 Wo.)UK | — | — | Erstveröffentlichung: 4. Dezember 2020                                                    |

Weitere Alben
- 1999: The Best of Mica Paris (Kompilation)
- 2005: Soul Classics
- 2005: If You Could Love Me
- 2009: Born Again

### Singles
| Jahr | Titel Album                                      | Höchstplatzierung, Gesamtwochen, AuszeichnungChartplatzierungen (Jahr, Titel, Album, Platzierungen, Wochen, Auszeichnungen, Anmerkungen) | Höchstplatzierung, Gesamtwochen, AuszeichnungChartplatzierungen (Jahr, Titel, Album, Platzierungen, Wochen, Auszeichnungen, Anmerkungen) | Höchstplatzierung, Gesamtwochen, AuszeichnungChartplatzierungen (Jahr, Titel, Album, Platzierungen, Wochen, Auszeichnungen, Anmerkungen) | Höchstplatzierung, Gesamtwochen, AuszeichnungChartplatzierungen (Jahr, Titel, Album, Platzierungen, Wochen, Auszeichnungen, Anmerkungen) | Höchstplatzierung, Gesamtwochen, AuszeichnungChartplatzierungen (Jahr, Titel, Album, Platzierungen, Wochen, Auszeichnungen, Anmerkungen) | Anmerkungen |
| Jahr | Titel Album                                      | DE | UK | US | R&B | Dance | Anmerkungen |
| ---- | ------------------------------------------------ | --- | --- | --- | --- | --- | --- |
| 1988 | My One Temptation So Good                        | DE30 (9 Wo.)DE | UK7 (13 Wo.)UK | US97 (4 Wo.)US | R&B15 (16 Wo.)R&B | Dance36 (4 Wo.)Dance | Erstveröffentlichung: April 1988 Autoren: Mike Leeson, Miles Waters, Peter Vale                                                                   |
| 1988 | Like Dreamers Do So Good                         | — | UK26 (5 Wo.)UK | — | — | — | Erstveröffentlichung: Juli 1988 feat. Courtney Pine Autoren: Sue Shifrin, Miles Waters, Peter Vale                                                |
| 1988 | Breathe Life into Me So Good                     | — | UK26 (11 Wo.)UK | — | R&B24 (11 Wo.)R&B | — | Erstveröffentlichung: Oktober 1988 Autoren: Mike Leeson, Peter Vale                                                                               |
| 1989 | Where Is the Love? So Good (Reissue)             | — | UK19 (8 Wo.)UK | — | — | — | Erstveröffentlichung: Januar 1989; mit Will Downing Autoren: Ralph MacDonald, William Salter Original: Roberta Flack & Donny Hathaway, 1972       |
| 1989 | Don’t Give Me Up So Good                         | — | — | — | R&B87 (3 Wo.)R&B | — | Erstveröffentlichung: November 1989 Autoren: Mica Paris, Paul Powell                                                                              |
| 1990 | Contribution                                     | — | UK33 (4 Wo.)UK | — | R&B39 (10 Wo.)R&B | Dance20 (9 Wo.)Dance | Erstveröffentlichung: September 1990 mit Rakim Autoren: Andres Levin, Camus Celli, Marga Roman, Michele Vice-Maslin, William Michael Griffin, Jr. |
| 1990 | South of the River Contribution                  | — | UK50 (7 Wo.)UK | — | R&B59 (8 Wo.)R&B | — | Erstveröffentlichung: November 1990 Autoren: Mike Leeson, Peter Vale                                                                              |
| 1991 | If I Love U 2 Nite Contribution                  | — | UK43 (3 Wo.)UK | — | — | — | Erstveröffentlichung: Februar 1991 Autor: Prince                                                                                                  |
| 1991 | Young Soul Rebels Young Soul Rebels (Soundtrack) | — | UK61 (3 Wo.)UK | — | — | — | Erstveröffentlichung: August 1991 vom Soundtrack des gleichnamigen Films Autoren: Juni Morrison, Mandy Newton                                     |
| 1993 | I Never Felt Like This Before Whisper a Prayer   | DE53 (8 Wo.)DE | UK15 (5 Wo.)UK | — | R&B46 (14 Wo.)R&B | — | Erstveröffentlichung: März 1993 Autoren: Narada Michael Walden, Sally Jo Dakota                                                                   |
| 1993 | I Wanna Hold On to You Whisper a Prayer          | — | UK27 (3 Wo.)UK | — | — | — | Erstveröffentlichung: Mai 1993 Autoren: Narada Michael Walden, Sally Jo Dakota                                                                    |
| 1993 | Two in a Million Whisper a Prayer                | — | UK51 (2 Wo.)UK | — | — | — | Erstveröffentlichung: Juli 1993 Autor: Rod Temperton                                                                                              |
| 1993 | Whisper a Prayer                                 | — | UK65 (1 Wo.)UK | — | — | — | Erstveröffentlichung: November 1993 Autoren: Jon Lind, Phil Galdston, Wendy Waldman                                                               |
| 1995 | One –                                            | — | UK29 (4 Wo.)UK | — | — | — | Erstveröffentlichung: März 1995 Autoren: Bono, The Edge, Larry Mullen, Jr., Adam Clayton Original: U2, 1992                                       |
| 1998 | Stay Black Angel                                 | — | UK40 (2 Wo.)UK | — | — | — | Erstveröffentlichung: Mai 1998 Autor: Sylvester Stewart                                                                                           |
| 1998 | Black Angel                                      | — | UK72 (2 Wo.)UK | — | — | — | Erstveröffentlichung: November 1998 Autoren: George O’Dowd, John Themis                                                                           |

Weitere Singles
- 1990: I Should’ve Known Better
- 1992: One on One (mit Ray Hayden)
- 1997: Carefree
- 1997: Police and Thieves (Dubversive feat. Boy George und Mica Paris)
- 1998: One Million Smiles (Mr. Exe feat. Mica Paris)
- 2002: Bodyswerve (M-Gee feat. Mica Paris)
- 2005: Tracks of My Tears
- 2009: The Hardest Thing
- 2009: Baby Come Back Now
- 2009: Born Again
- 2013: So Sweet (The CB’s feat. Mica Paris)